# Arlsdorf, Možberk
Arlsdorf je naselje v Občini Možberk v Okraju Celovec-dežela na Koroškem v Avstriji.